# 1차 자료
1차 자료, 1차 사료, 1차 문헌, 1차 출처는 1차적 증거 자료를 의미한다.
역사학에서는 1차 사료라는 용어를 사용하며 동시대 또는 현장에 있었던 사람들이 직접 보고 듣고 느낀 것을 기록한 편지 자서전 사진 유물 등을 의미한다. 1차 자료와 2차 자료는 저자가 수집한 자료들로 구분되며 1차 자료 (primary sources), 2차 자료 (secondary sources) 두 범주로 구별될 수 있다. 첫 째, 1차 자료 (primary sources) 및 2차 자료 (secondary sources)이다. 수집된 자료들이 어떤 종류인지 구분할 수 있는 기준은 저자가 직접 경험한지 아닌지만 알면 된다.
문헌정보학에서는 연구 시점에 만들어진 인공 유물, 문서, 일기, 원고, 자서전, 녹취물 등의 정보를 말한다. 주제에 대한 정보의 근원이 되는 출처 역할을 한다. 문헌정보학과 다른 분야의 학문 분야에서 비슷한 정의가 사용되지만, 다른 분야에서는 다소 다른 정의를 내릴 수 있다. 저널리즘에서 1차 자료는 상황을 직접 알고 있는 사람이나 그 사람이 쓴 문서가 될 수 있다.
1차 자료는 1차 자료를 기반으로 인용하는 2차 자료와는 구별한다. 2차 자료는 어떻게 사용하느냐에 따라 1차 자료가 될 수도 있다. 예를 들어, 회고록은 저자에 대한 연구나 그 안에 묘사된 친구들에 대해 1차 자료로 간주되지만, 동일 회고록이 저자가 살았던 문화를 관찰하는데 사용할 경우 2차 자료가 될 수 있다. "1차"와 "2차"는 역사적 문맥과 연구 대상에 따라 분류된 출처를 가지고 상대적인 용어로 이해해야 한다.:118–246

## 같이 보기
- 2차 자료
- 모노그래프
- 독자 연구